# 小行星14335
小行星14335（14335 Alexosipov）是一颗绕太阳运转的小行星，为主小行星带小行星。该小行星于1981年9月3日发现。

## 轨道参数
小行星14335的轨道半长轴为2.2346761 UA，离心率为0.211。